# Vladimir Fortov
Vladimir Yevgenyevich Fortov (em russo:  Владимир Евгеньевич Фортов; Noguinsk, Oblast de Moscou, 23 de janeiro de 1946 —  Moscou, 29 de novembro de 2020) foi um físico russo, membro da Academia de Ciências da Rússia, eleito em 29 de maio de 2013 seu presidente. Em 22 de março de 2017 renunciou ao cargo de presidente.
Fortov estudou física no Instituto de Física e Tecnologia de Moscou, onde graduou-se em 1968. Obteve em 1971 o grau de Candidato de Ciências e em 1966 o grau de Doktor nauk. Foi desde 1982 professor da mesma universidade. Entre 1971 e 1986 trabalhou no Institute of Chemical Physics em Chernogolovka.
De acordo com a lei, o presidente da Academia de Ciências da Rússia é formalmente apontado pelo Presidente da federação Russa. Vladimir Putin, que era na época o presidente da Rússia, somente assinou a indicação de Fortov em 8 de julho de 2013. Eleições para presidente da academia foram marcadas para 20 de março de 2017, e Fortov era um dos três candidatos. Inesperadamente no dia anterior todos os candidatos desistiram de concorrer, e as eleições foram canceladas. Em 22 de março Fortov entregou seu cargo, alegando motivos de saúde, e Valery Kozlov foi apontado presidente. As pesquisas de Fortov são relacionadas com termofísica, ondas de choque e física do plasma. Esteve envolvido com aplicações, em particular, para produção de energia.

## Reconhecimentos
- Prêmios nacionais: Ordem da Bandeira Vermelha do Trabalho (1986), Prêmio Estatal da URSS (1988), Ordem por Mérito à Pátria (IV class) (1996), Prêmio Estatal da Federação Russa (1997), Medalha em Comemoração aos 850 Anos de Moscou (1998), Ordem por Mérito à Pátria (III class) (1999), Jubilee Medal "300 Years of the Russian Navy" (2000), Ordem de Honra (2006), Ordem da Amizade (2011), Ordem de Alexander Nevsky (2013), Ordem por Mérito à Pátria (II class) (2016).[8]
- Prêmios internacionais: Prêmio Bridgman (1999), Prêmio Hannes Alfvén (2003),[9] Medalha Albert Einstein da UNESCO (2005), Ordem do Mérito da República Federal da Alemanha (2006), Ordem Nacional da Legião de Honra (2006), Prêmio Energia Global (2013)

## Morte
Fortov morreu em 29 de novembro de 2020, aos 74 anos, devido à COVID-19.